# Зейлик (Кельбаджарский район)
Зейлик (азерб. Zəylik) — село в Кельбаджарском районе Азербайджана.

## Этимология
Согласно «Энциклопедическому словарю топонимов Азербайджана», название села происходит от названия реки Зейлик, которая названа так из-за того, что протекает по местности с одноимённым названием, означающим «место, где много квасца алунита» (азерб. zəy mineralı bol olan yer).
В районе, где находится эта село, находятся месторождения кристаллов квасцового сланца, который местные называют «зей» (азерб. zəy), отсюда, как они объясняют, происходит название села.

## История
До вхождения в состав Российской империи территория села находилось в составе района Верин Хачен Карабахского ханства.
Согласно «Энциклопедическому словарю топонимов Азербайджана», во время русско-персидской войны (1826—1828 годы) группа азербайджанских семей переселилась из Кельбаджара на нынешнюю территорию Армении. Позже они вернулись и какое-то время жили в селе Зар, но в итоге перебрались на берег реки Зейлик и поселились там из-за отсутствия здесь воды.
Село основали два брата по имени Али-Панах (азерб. Alıpənah, Алпан) и Хасан (азерб. Həsən), последний был известен под именем Шана (азерб. Şana) и описывался с высоким ростом и длинными пальцами. Эти братья являются потомками туркменских фаруханов (азерб. Faruxkanlılar), проживающих в провинциях Киркук и Мосул Ирака. Они пришли в Даралеязский район (азерб. Dərələyəz mahalı, нынешняя Вайоцдзорская область Армении) из Ирака в конце XVIII века и, прожив там несколько лет, переселились в село Зейлик в Кельбаджарском районе.
От сыновей Али-Панаха произошли фамилии: от Хаджи — Бабавердиевы, от Мешади — Шахзадаевы, от Султана, его сына Кербелая — Имамвердиевы, от Худаверди — Худавердиевы, также потомки от сыновей Шахверди и Хасана
От сыновей Хасана — Алескера, Мухаррама, Хагверди, Танрыверди и Байрама также произошли фамилии.
В 1993 году в ходе Первой карабахской войны перешло под контроль непризнанной Нагорно-Карабахской Республики, и в этот период находилось в Шаумяновском районе НКР. 25 ноября 2020 года на основании трёхстороннего соглашения между Азербайджаном, Арменией и Россией от 10 ноября 2020 года Кельбаджарский район, в том числе и село Зейлик, возвращён под контроль Азербайджана.

### Родники
«Эйлонун булагы», «Али булагы», «Аралыгын булагы», «Куртдалы булагы», «Керимин булаги», «Мешеди Байрам булаги», «Харабанын булаги», «Хасарларин булагы», «Биненин юхары булагы», «Хемидин булагы», «Юрдун булагы», «Гарамалы булагы», «Силвирин булагы», «Бавонун булагы», «Карачи дересинин булагы», «Гарагаянын гузей булагы», «Гёлун булагы», «Чингилин булагы».